# Cecropis domicella
Cecropis domicella (syn: Cecropis melanocrissus domicella) és un tàxon d'ocell de la família dels hirundínids (Hirundinidae). Es troba a l'Àfrica occidental, des de Senegàmbia fins al Sudan.
En diverses llengües rep el nom de "oreneta de l'Àfrica Occidental" (Anglès: West African swallow. Francès: Hirondelle ouest-africaine).

## Taxonomia
Segons el Handook of the Birds of the World i la quarta versió de la BirdLife International Checklist of the birds of the world (Desembre 2019), aquest tàxon tindria la categoria d'espècie. Tanmateix, altres obres taxonòmiques, com la llista mundial d'ocells del Congrés Ornitològic Internacional (versió 14.2, agost 2024), el consideren un subespècie de l'oreneta cua-rogenca africana (Cecropis melanocrissus domicella).
El Congrés Ornitològic Internacional, en la seva llista mundial d'ocells (versió 14.2, 2024), promogué una reorganització taxonòmica important del gènere Cecropis. Com a part de la reordenació, el complex d'oreneta cuarogenca (Cecropis daurica)  es va dividir en l'oreneta cua-rogenca europea (Cecropis rufula) l'oreneta cua-rogenca oriental ((Cecropis daurica - stricto sensu)  i l'oreneta cua-rogenca africana (Cecropis melanocrissus). A més, en aquesta darrera si aglutinà l'oreneta de l'Àfrica occidental (Cecropis domicella). Els tàxons es van reordenar en funció principalment de les diferències de morfologia i de divergència genètica.